# Variimorda flavimana
Variimorda flavimana là một loài bọ cánh cứng trong họ Mordellidae. Loài này được Marseul miêu tả khoa học năm 1876.